# Храстник при Тројанах
Храстник при Тројанах (словен. Hrastnik pri Trojanah) је насељено место у општини Загорје об Сави, Засавска регија, Словенија.

## Историја
До територијалне реорганизације у Словенији био је у саставу старе општине Загорје об Сави.

## Становништво
У попису становништва из 2011. године, Храстник при Тројанах је имао 52 становника.
| Број становника према пописима | Број становника према пописима | Број становника према пописима |
| ------------------------------ | ------------------------------ | ------------------------------ |
| 1991                           | 2002                           | 2011                           |
| 53                             | 52                             | 52                             |

Напомена: До 1952. исказивано под именом Храстник.